# Butragulus flavipes
Butragulus flavipes är en insektsart som beskrevs av Philip Reese Uhler. Butragulus flavipes ingår i släktet Butragulus och familjen hornstritar. Inga underarter finns listade i Catalogue of Life.